# Автовац
Автовац је насељено место у општини Гацко, Република Српска, БиХ. Према попису становништва из 1991. у насељу је живело 594 становника.

## Географија
Налази се на источном ободу Гатачког поља и обронцима Јованова брда, 5 km југоисточно од Гацка у североисточном делу Источне Херцеговине. Лежи на десној долинској страни реке Мушнице, на надморској висини од 960 метара. Површине је 7,84 км². Сједиште је истоимене мјесне заједнице. Збијеног је типа. Дио села ушорен је око двије улице, које мјештани називају Горња чаршија и Доња чаршија. Засеоци су: Автовац, Јастребњача, Муља (велики заселак на лијевој обали ријеке Мушнице, гдје се таложи ријечни муљ) и Ограда. Село је смјештено на лијевој страни магиcтpaлнoг пута Гацко-Билећа. Добило је име по биљци "автовина", која се користила као лијек за реуму.

## Историја
Основан је за време турске владавине на месту званом Автовидо. Развио се као трговачки центар на раскрсници путева од којих главни води према Дубровнику.
Приликом изградње касарне аустроугарске војске, 1882. године, пронађени су предмети из праисторијског доба, које су однијели аустроугарски војници. Према предању, краљ Драгутин је послије Гатачке битке 1276. саградио манастир на локалитету Црквина. Перо Слијепчевић је 1928. записао: "Иза Автовца, пошавши према Муљима, налази се једна црквина, а под њом костурница на свод". Трагови манастира нису сачувани, а близу тог локалитета налази се православно гробље са остацима стећака (мрамора). Средњовјековна некропола налази се на локалитету Склонито гробље. Археолошки локалитет Зборна гомила састоји се од четири групе стећака (мрамора), а једна од њих, звана Главица, налази се на територији села Автовац. У дубровачким документима, 1446. помиње се село Муља. У његовој близини у селу Липнику налазила се кула Смаил-аге Ченгића (данас порушена). У Автовцу је четовао херцеговачки војвода Стојан Ковачевић.
Током периода под окупацијом Аустроугарске (1878—1918), развио се у градско насеље и имао је стратегијску функцију. Развој Автовца био је условљен изградњом велике касарне аустроугарске војске. У оквиру касарне отворена је болница са хируршким и стоматолошким одјељењем, као и војна пошта са телеграфском станицом. Изграђена је велика чатрња и кула осматрачница. Уочи Првог свјетског рата у Автовцу је било преко 50 трговина, угоститељских и занатских радњи, а дјеловали су СПКД "Просвјета" и МПКД "Гајрет". У ратовима 1912-1918, као добровољци у српској и црногорској војсци учествовали су: Илија, Јован и Милан Зеленовић, Јован Лажетић, Душан Осмокровић, Алекса, Милован, Михајло и Симо Слијепчевић, Георгије Сушић, Авдо Хасанбеговић, Машо и Милyтин Шуковић. У Автовцу је подигнут споменик за 36 Срба из овог и сусједних села, које су 6-25. априла 1916. објесиле аустроугарске власти ("Автовачка вјешала"). Током Другог свјетског рата погинуло је шест припадника ЈВуО, 12 бораца НОВЈ и 43 цивила (37 цивила убиле су усташе).
Основна школа отворена је 1883, а 2014. радила је као деветогодишња у саставу ОШ "Свети Сава" у Гацку. У селу су 2010. радиле четири трговинске радње, четири угоститељска објекта и пекара. Електричну енергију село је добило 1959-1962, телефонске прикључке крајем седамдесетих, а водовод 1980. године. Путеви су асфалтирани шездесетих
година 20. вијека. Село има уличну расвјету. Џамија, коју је подигао Хасан-бег Хасанбеговић 1690, више пута обнављана, страдала је у рату 1992-1995. Са лијеве стране Мушнице је црква и православно, а са десне муслиманско гробље. Почетком 20. века подигнут је у Автовцу храм посвећен светом Василију Острошком.

## Становништво
Автовац је 1879. био општина, која је обухватала села Автовац, Михољаче и Муља, а имала је 626 становника (341 православца и 285 муслимана); 1931.-6.969; 1953.-4.797. Автовац и Муља 1879. пописани су као засебна села, а заједно су имали 48 домаћинстава и 330 становника (285 муслимана и 45 православаца); 1895.-527 становника; 1948. као јединствено село-450; 1971.-551; 1991.-588; 2013.- 70 домаћинстава и 261 становника (Срби).
Породице Авдаловић, Ђедовић, Илић, Паповић, Шуковић славе Аранђеловдан; Беатовић, Вукомановић, Зеленовић, Кошутић, Кравић, Милетић, Митрић, Ћаласан - Ђурђевдан; Билановић, Радмиловић - Никољдан; Бјековић, Голубовић, Ивковић, Сушић, Тијанић, Ћеранић - Јовањдан; Бјелогрлић, Масирача, Милинковић, Пјешчић - Светог Стефана; Братић - Томиндан; Божовић, Ћорић - Лучиндан; Вујичић, Канкараш - Свету Петку; Мастиловић - Мратиндан; Сенић - Ђурђиц; Слијепчевић - Савиндан; Стајић - Лазареву суботу; Шупић - Светог Игњатија. Познатије муслиманске породице биле су Хасанбеговић и Пашић. Према предању, Хасанбеговићи су били потомци Казанац-паше и прва муслиманска породица која се населила у Автовац. Током Одбрамбено-отаџбинскиг рата 1992-1995. муслиманске породице су се раселиле, остала је само породица Зеленовић. Већи дио становништва бави се пољопривредом, а мањи је запослен у РиТЕ "Гацко".
|             | 2013.        | 1991.        | 1981.        | 1971.        | 1961.        |
| Укупно      | 277 (100,0%) | 594 (100,0%) | 504 (100,0%) | 551 (100,0%) | 544 (100,0%) |
| Срби        | 277 (100,0%) | 511 (86,03%) | 356 (70,63%) | 418 (75,86%) | –            |
| Бошњаци     | –            | 43 (7,239%)1 | 50 (9,921%)1 | 85 (15,43%)1 | –            |
| Остали      | –            | 37 (6,229%)  | –            | 3 (0,544%)   | –            |
| Југословени | –            | 3 (0,505%)   | 39 (7,738%)  | –            | –            |
| Црногорци   | –            | –            | 59 (11,71%)  | 45 (8,167%)  | –            |

1. 1 На пописима од 1971. до 1991. Бошњаци су пописивани углавном као Муслимани.

## Галерија
- Примери аустроугарске градње у Автовцу
- Примери аустроугарске градње у Автовцу
- Парохијска црква у Автовцу
- Православна црква у Автовцу
- Споменик објешеним добровољцима у Автовцу
- Црква Светог Василија Острошког у Автовцу, 2021
- Црква Светог Василија Острошког у Автовцу, 2021
- Црква Светог Василија Острошког у Автовцу, 2021
- Црква Светог Василија Острошког у Автовцу, 2021
- Црква Светог Василија Острошког у Автовцу, 2021
- Црква Светог Василија Острошког у Автовцу, 2021
- Црква Светог Василија Острошког у Автовцу, 2021
- Црква Светог Василија Острошког у Автовцу, 2021
- Црква Светог Василија Острошког у Автовцу, 2021